# Châtelaine (magazine)
Pour les articles homonymes, voir Châtelaine.
Châtelaine est un magazine québécois fondé en 1960 et s'adressant à un public féminin. Le magazine prenait le relais de La Revue moderne, fondée en 1919 par Anne-Marie Huguenin (de son nom de plume « Madeleine »). Encore publié aujourd’hui, ce magazine est l’un des plus importants magazines féminins de la langue française du monde.

## Historique
Dès les années 60, Chatelaine est le seul magazine féminin qui a survécu au Canada. Plusieurs autres ont disparu en raison de la prépondérance des revues américaines dans les kiosques à journaux et du fait que la moitié des sommes consacrées à la publicité au Canada sont versées aux journaux tels que Times et Readers' Digest. Chatelaine a survécu en répondant plus rapidement que ses rivaux américains aux préoccupations des femmes qui entrent dans le marché du travail et en participant à la naissance du mouvements de libération de la femme.
C'est en 1960 que La Revue moderne est acquise par Maclean Hunter, qui en fait la revue Châtelaine. Le magazine publie durant les années 1960 et 1970 des articles de  Marie-Claire Blais, Alice Parizeau et Anne Hébert.

Ancien logo

Le magazine est acheté en 1994 par Rogers Communications, qui met alors sur pieds Rogers Media, entité dont Les Éditions Rogers font depuis partie.
En 2019, le mensuel est racheté par St. Joseph Communications (SJC). L'année suivante, à l'occasion du soixantième anniversaire d'existence de la publication, Radio-Canada publie une ligne du temps détaillée de l'histoire de Châtelaine.

### Direction et rédaction
Depuis la création de Châtelaine, neuf rédactrices en chef ont dirigé le magazine : Fernande Saint-Martin de 1960 à 1973, Francine Montpetit de 1973 à 1984, Martine Demange de 1984 à 1989, Micheline Lachance de 1989 à 1994, Catherine Élie de 1994 à 2001, Lise Ravary de 2001 à 2007, Crystelle Crépeau de 2014 à 2016, Johanne Lauzon de 2016 à 2023.
Depuis, la rédactrice en chef est Julie Gobeil.

### Contributrices
- Jovette Bernier
- Denise Bombardier
- Micheline Carrier[9]
- Dominique Demers
- Lise Payette
- Sophie St-Laurent
- Josée Blanchette
- Geneviève Pettersen
- Marianne Prairie
- Marilyse Hamelin
- Josée Boileau
- Mira Falardeau

### Contributeurs
- Louis Dantin (à l'époque de La Revue moderne)[10]